# شامبانييه (إزار)
شمبنية أو شامبانييه هي بلدية في إزار في جنوب شرق فرنسا.